# 드랑가르닐

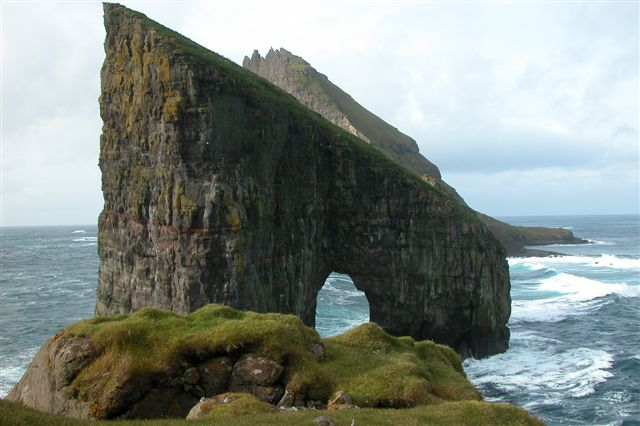
보가르섬에서 촬영한 드랑가르닐 (2005년)

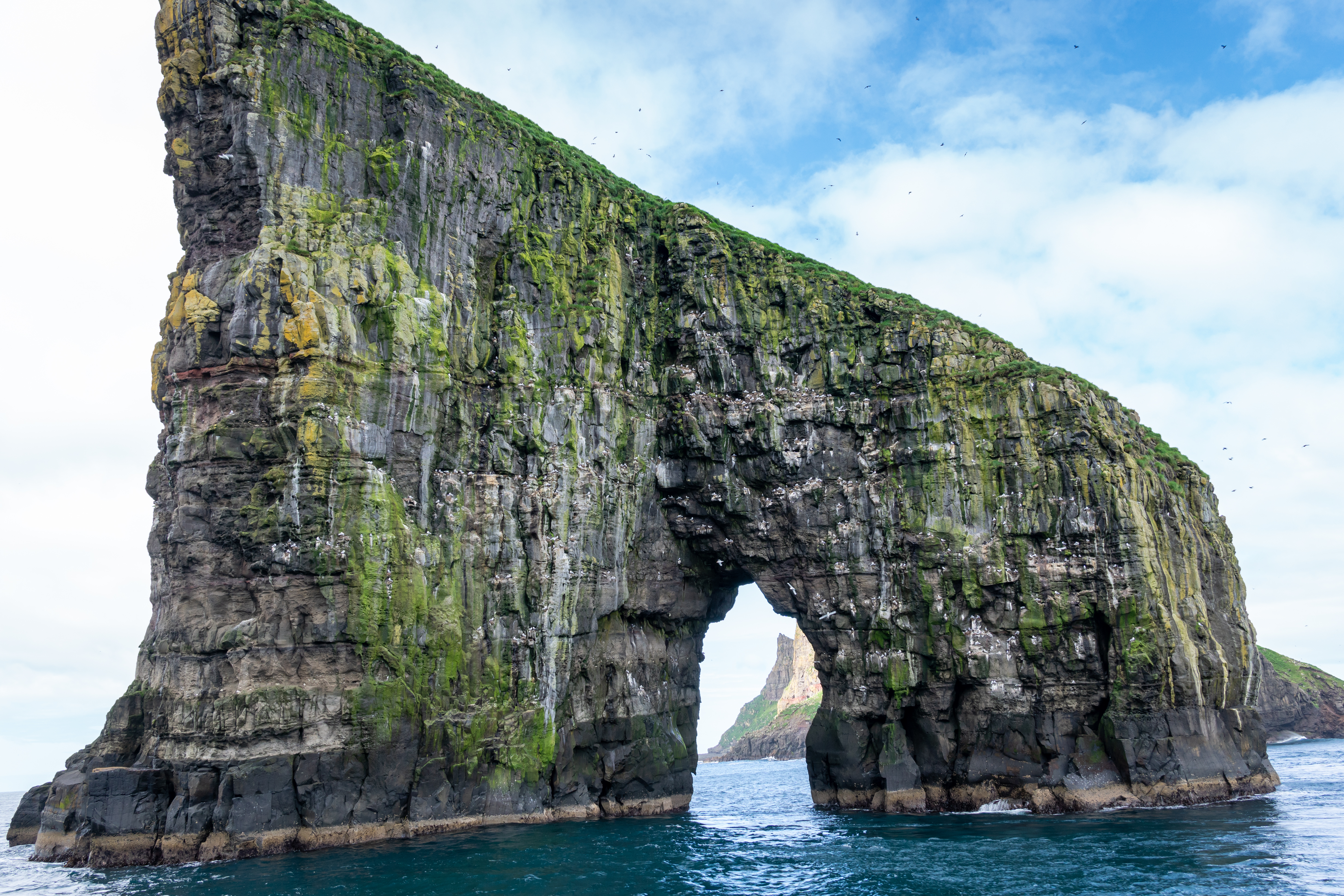
드랑가르닐의 큰 시스택 (Stóri Drangur)

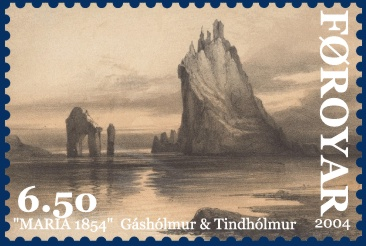
포스타에서 발행한 드랑가르닐과 틴트홀무르가 그려진 우표

드랑가르닐(페로어: Drangarnir)은 페로 제도의 틴트홀무르 섬과 보가르 섬 사이에 있는 두 개의 시스택의 총칭을 뜻한다. 시스택 각각의 이름은 큰 시스택인 Stóri Drangur(영어: Large sea stack)와 작은 시스택인 Lítli Drangur(영어: Small sea stack)이다. 드랑가르닐의 대표 시스택이라고 할 수 있는 큰 시스택에는 아치 형태의 구멍이 뚫려있다.